# Aethaloessa rufula
Espèce
Aethaloessa rufula est une espèce de lépidoptères de la famille des Crambidae. On la trouve aux îles Salomon.